# Buchrainweg
Der Buchrainweg ist eine etwa 1.400 Meter lange Straße im Süden der Stadt Offenbach parallel zur Ausfallstraße Sprendlinger Landstraße nach Sprendlingen.

## Verlauf

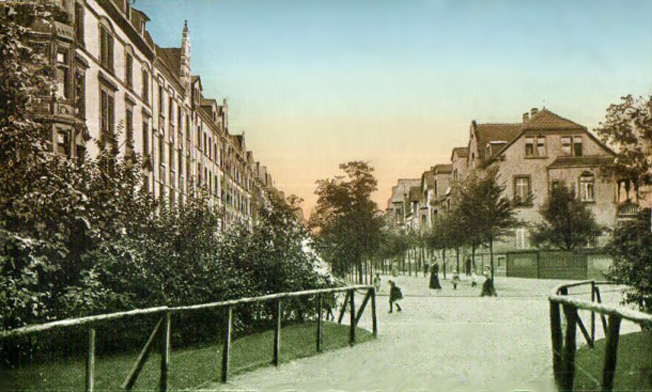
Anfang der Straße, Blick in Richtung Westen, um 1909

Die Straße beginnt in der Nähe des Sana Klinikums Offenbach und führt westlich davon Richtung Stadtwald. Nach dem Odenwaldring ist die Straße eine verkehrsberuhigte Zone.

## Geschichte

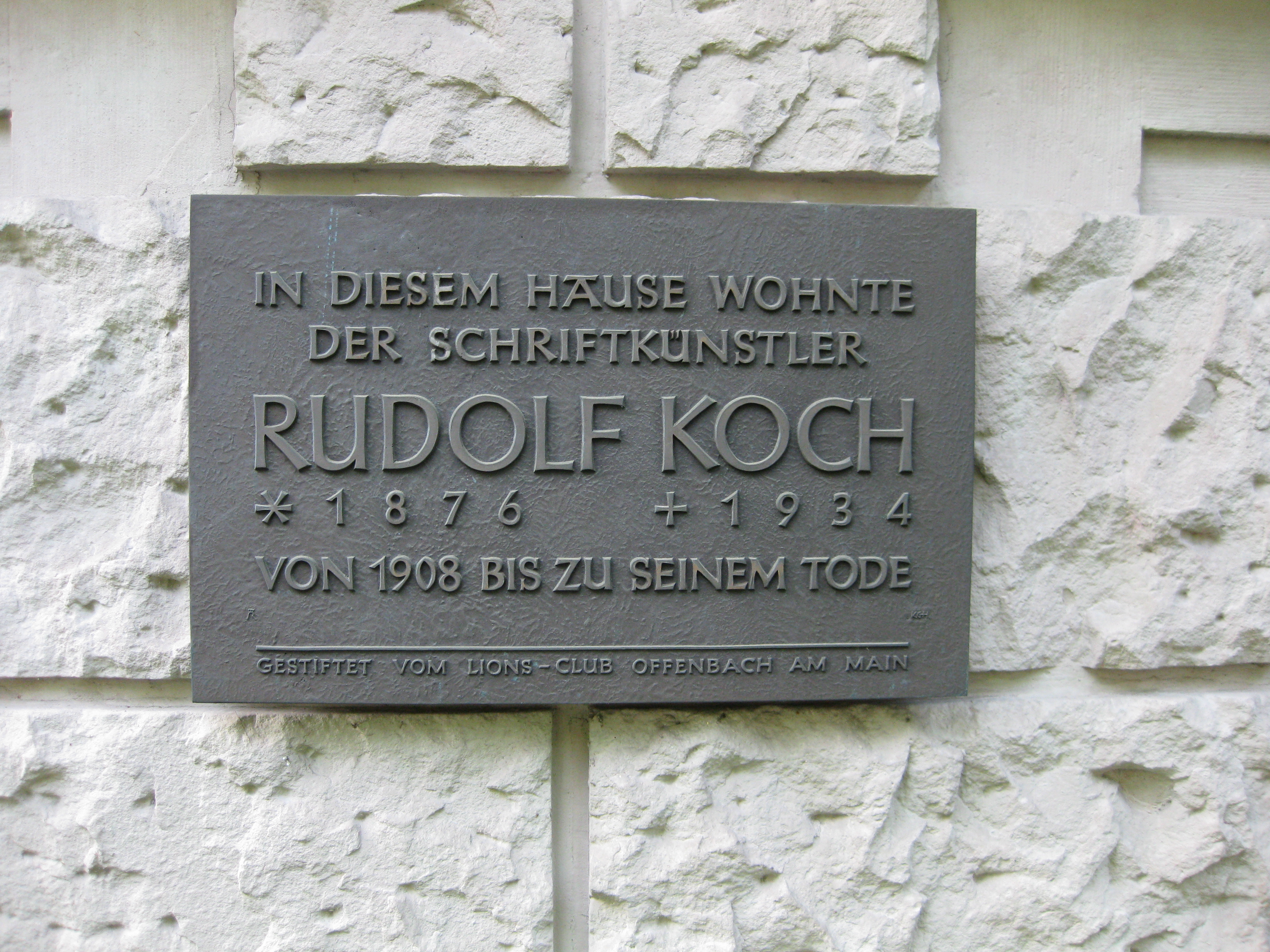
Gedenktafel für Rudolf Koch

Der Name geht auf den Buchrainweiher zurück, der sich nicht weit vom Ende der Straße im Stadtwald befindet. Vor der Bebauung der Straße war der Buchrainweg eine Flurgrenze und setzt sich zusammen aus Buche und Rain. Erstmals erwähnt wird der Weg 1773. Der Bebauungsplan wurde von Hugo Eberhardt (1874–1959) erstellt.

### Nutzung
Obwohl nicht Teil des Offenbacher Westends, gehört die Straße und besonders der östliche Teil zu den Wohnstraßen mit gehobener Wohnlage. Viele Persönlichkeiten haben dort gelebt. Der Wirtschaftswissenschaftler Erich Gutenberg wohnte in den 1960er Jahren in Haus Nr. 20. Am Haus Nr. 29 erinnert eine von Karlgeorg Hoefer entworfene Tafel an den Designer und Schriftgestalter Rudolf Koch, der dort von 1908 bis zu seinem Tod 1934 wohnte. In der Hausnummer Nr. 27 befand sich die deutsche Vertriebsgesellschaft der Schweizer Luxusuhrenmanufaktur Baume & Mercier, die dann in die Nr. 31 zog, wo auch der Konkurrent Piaget seine Vertriebsgesellschaft hatte.
In Haus Nr. 135 befand sich das Alten- und Pflegeheim der Wilhelm-Schramm-Stiftung, errichtet im sogenannten „Offenbacher Jugendstil“ von Hugo Eberhardt. Der Maler Karl Friedrich Lippmann wohnte im Haus Nr. 161, ebenso koordinierte Klaus Vack dort am ersten Sitz der deutschen Ostermarsch-Bewegung deren Aktivitäten.

### Bebauung
Die Bebauung des östlichen Teils stammt weitestgehend aus der Gründerzeit und ist auf der nördlichen Straßenseite zumeist zwei bis dreigeschossig und auf der südlichen zumeist höher. Viele Gebäude wurden von den Bauunternehmen H. und L. Nagel und Gebrüder Beck errichtet.
Aufgelockert wird die nördliche Seite durch einzelne Villen. Eine herausragende Villa steht an der Einmündung der Blumenstraße, die vom Kirchenbaumeister Dominikus Böhm (1880–1955) entworfen wurde. An der Kreuzung zum Taunusring steht eine Wohnanlage aus zwei Hochhäusern. Danach besteht die Bebauung nur noch aus Einzelhäusern.
Heute steht der östliche Teil der Bebauung entlang der Straße als Gesamtanlage unter Denkmalschutz.

Gebäude entlang der Straße von Ost nach West
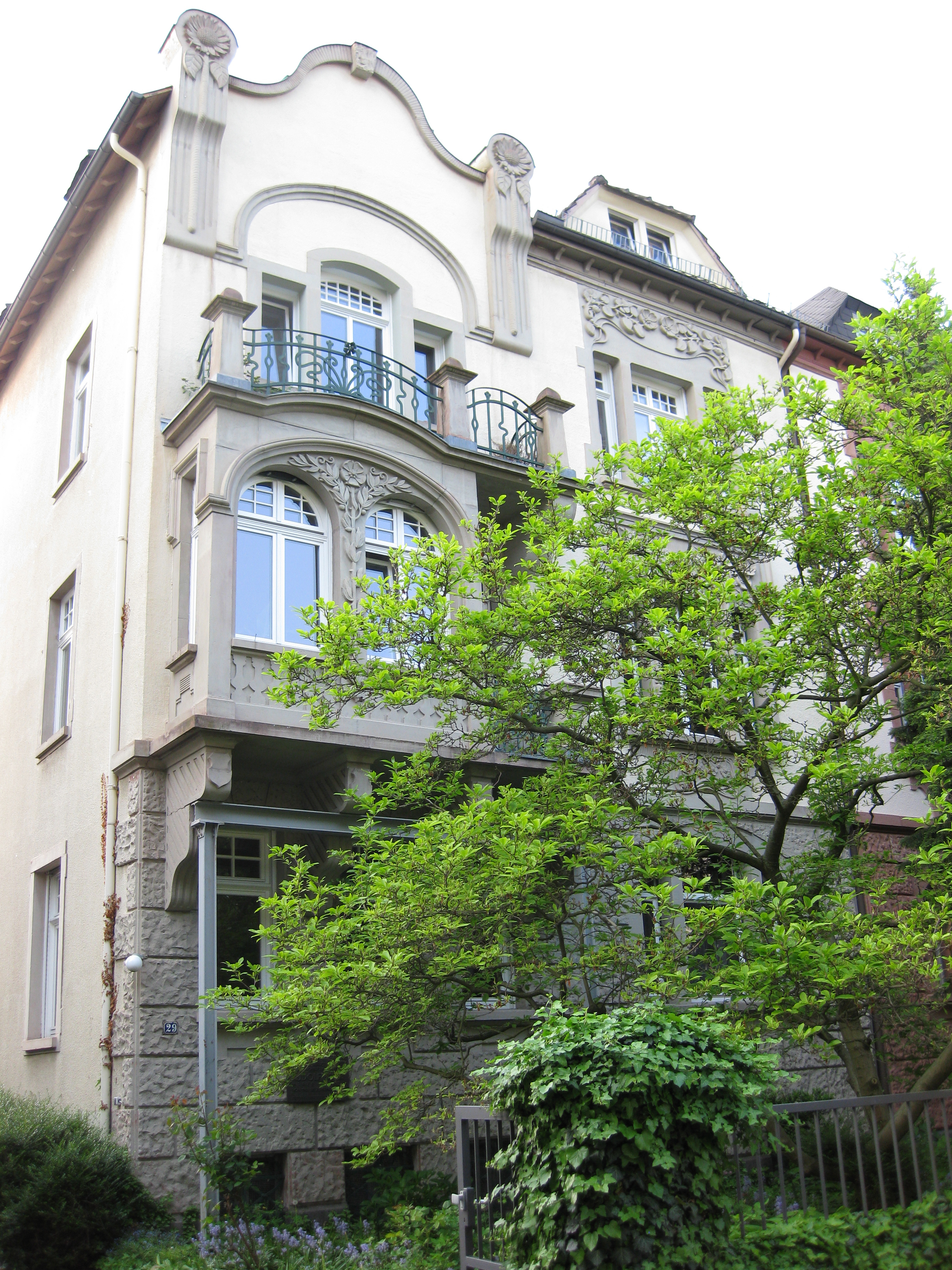
Buchrainweg 29
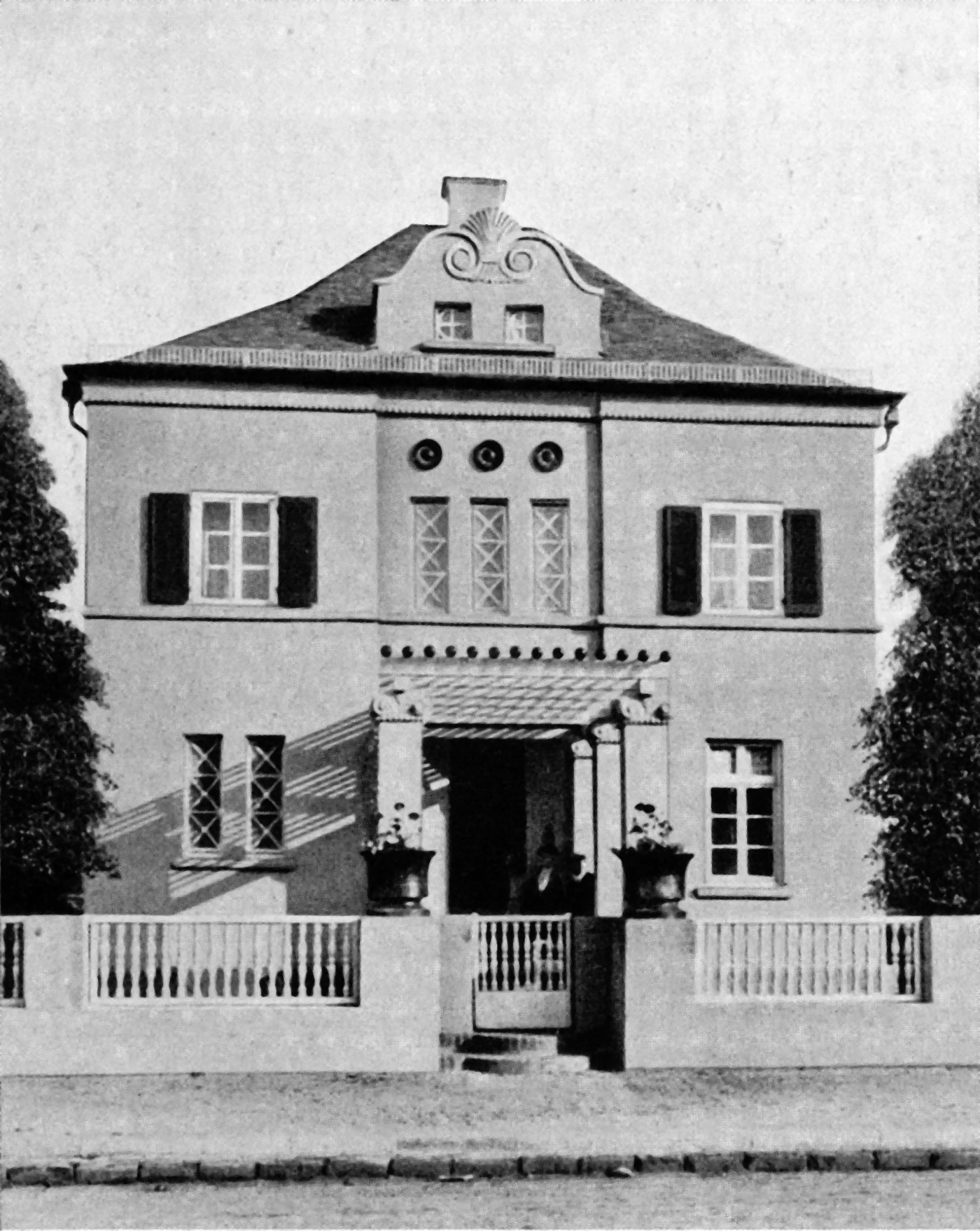
Villa Zimmer (1912)
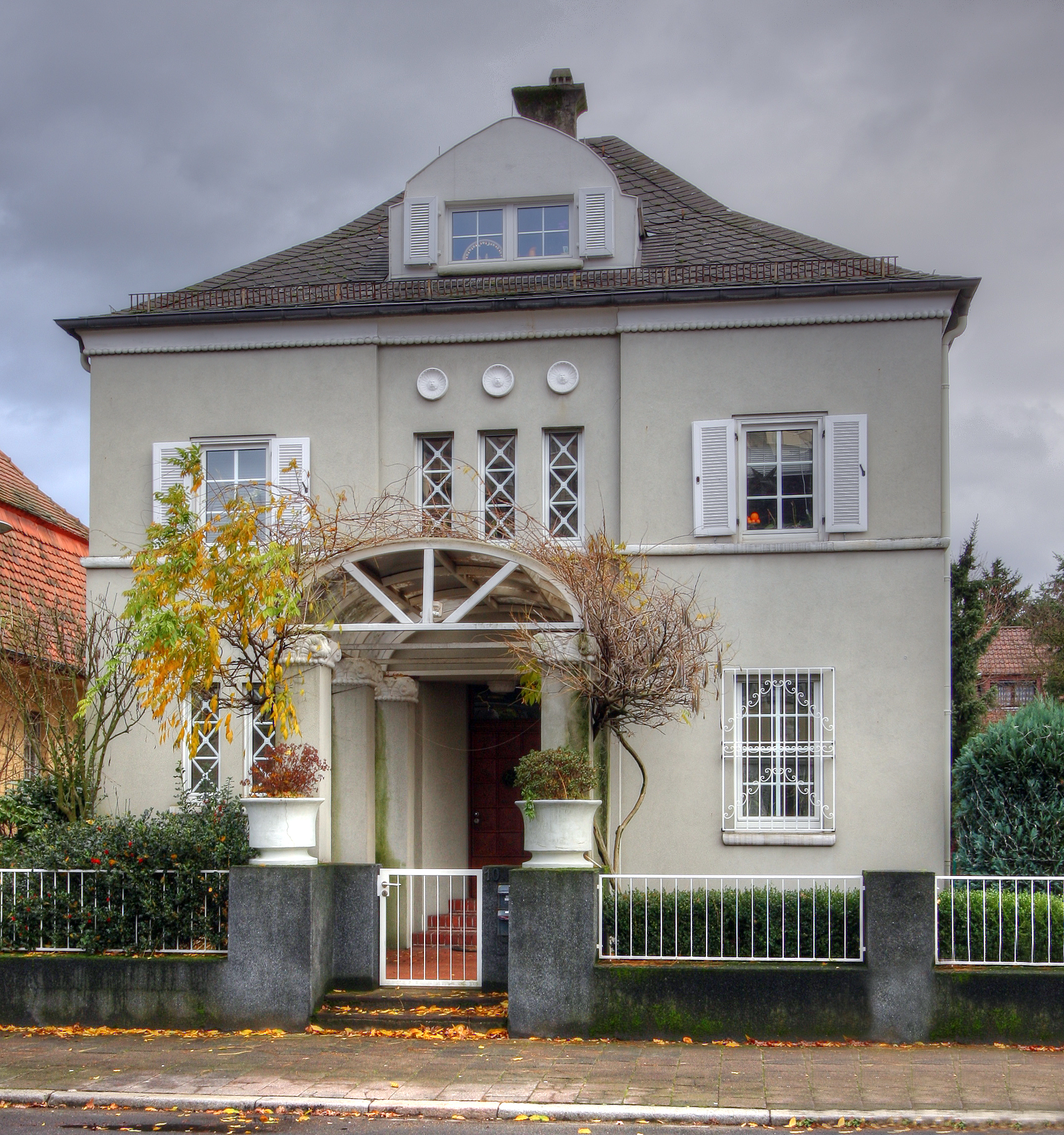
Villa Zimmer (2009)